# Мровска
Мровска је насеље у Србији у општини Владимирци у Мачванском округу. Према попису из 2022. било је 305 становника. Налази се у близини манастира Каона (XIV век) и Текериша (Церска битка).

## Галерија
- Капела на сеоском гробљу
- Капела на сеоском гробљу
- Капела на сеоском гробљу
- Зграда Месне заједнице
- Спомен плоча на згради МЗ
- Зграда угашене сеоске школе
- Зграда угашене сеоске школе

## Демографија
У насељу Мровска живи 414 пунолетних становника, а просечна старост становништва износи 44,7 година (42,2 код мушкараца и 47,4 код жена). У насељу има 188 домаћинстава, а просечан број чланова по домаћинству је 2,70.
Ово насеље је великим делом насељено Србима (према попису из 2002. године), а у последња три пописа, примећен је пад у броју становника.
|  |

| Демографија | Демографија | Демографија |
| Година      | Становника  | Становника  |
| ----------- | ----------- | ----------- |
| 1948.       | 907         |             |
| 1953.       | 996         |             |
| 1961.       | 951         |             |
| 1971.       | 873         |             |
| 1981.       | 715         |             |
| 1991.       | 577         | 577         |
| 2002.       | 508         | 508         |

| Етнички састав према попису из 2002.‍ | Етнички састав према попису из 2002.‍ | Етнички састав према попису из 2002.‍ | Етнички састав према попису из 2002.‍ | Етнички састав према попису из 2002.‍ |
| ------------------------------------ | ------------------------------------ | ------------------------------------ | ------------------------------------ | ------------------------------------ |
|                                      |                                      |                                      |                                      |                                      |
| Срби                                 | Срби                                 |                                      | 506                                  | 99,60%                               |
| Хрвати                               | Хрвати                               |                                      | 1                                    | 0,19%                                |
| непознато                            | непознато                            |                                      | 1                                    | 0,19%                                |

| Година пописа     | 1948. | 1953. | 1961. | 1971. | 1981. | 1991. | 2002. |
| ----------------- | ----- | ----- | ----- | ----- | ----- | ----- | ----- |
| Број домаћинстава | 146   | 162   | 177   | 191   | 188   | 178   | 188   |

| Број чланова      | 1  | 2  | 3  | 4  | 5  | 6 | 7 | 8 | 9 | 10 и више | Просек |
| ----------------- | -- | -- | -- | -- | -- | - | - | - | - | --------- | ------ |
| Број домаћинстава | 50 | 62 | 24 | 21 | 16 | 9 | 4 | 2 | 0 | 0         | 2,70   |

| Пол    | Укупно | Неожењен/Неудата | Ожењен/Удата | Удовац/Удовица | Разведен/Разведена | Непознато |
| ------ | ------ | ---------------- | ------------ | -------------- | ------------------ | --------- |
| Мушки  | 214    | 47               | 148          | 8              | 9                  | 2         |
| Женски | 212    | 13               | 147          | 50             | 2                  | 0         |
| УКУПНО | 426    | 60               | 295          | 58             | 11                 | 2         |

| Пол    | Укупно                    | Пољопривреда, лов и шумарство | Рибарство                            | Вађење руде и камена | Прерађивачка индустрија       |
| ------ | ------------------------- | ----------------------------- | ------------------------------------ | -------------------- | ----------------------------- |
| Мушки  | 164                       | 149                           | 0                                    | 0                    | 8                             |
| Женски | 102                       | 97                            | 0                                    | 0                    | 0                             |
| УКУПНО | 266                       | 246                           | 0                                    | 0                    | 8                             |
| Пол    | Производња и снабдевање   | Грађевинарство                | Трговина                             | Хотели и ресторани   | Саобраћај, складиштење и везе |
| Мушки  | 0                         | 2                             | 0                                    | 0                    | 2                             |
| Женски | 0                         | 1                             | 4                                    | 0                    | 0                             |
| УКУПНО | 0                         | 3                             | 4                                    | 0                    | 2                             |
| Пол    | Финансијско посредовање   | Некретнине                    | Државна управа и одбрана             | Образовање           | Здравствени и социјални рад   |
| Мушки  | 0                         | 1                             | 1                                    | 0                    | 1                             |
| Женски | 0                         | 0                             | 0                                    | 0                    | 0                             |
| УКУПНО | 0                         | 1                             | 1                                    | 0                    | 1                             |
| Пол    | Остале услужне активности | Приватна домаћинства          | Екстериторијалне организације и тела | Непознато            | Непознато                     |
| Мушки  | 0                         | 0                             | 0                                    | 0                    | 0                             |
| Женски | 0                         | 0                             | 0                                    | 0                    | 0                             |
| УКУПНО | 0                         | 0                             | 0                                    | 0                    | 0                             |